# .375 Chey Tac
 (novembre 2014).
Si vous disposez d'ouvrages ou d'articles de référence ou si vous connaissez des sites web de qualité traitant du thème abordé ici, merci de compléter l'article en donnant les références utiles à sa vérifiabilité et en les liant à la section « Notes et références ».
La 375 Cheyenne Tactical, plus connue sous le nom de .375 Chey Tac, est la munition notamment utilisée par le fusil de précision américain CheyTac M200 Intervention. Il s'agit d'une munition très puissante destinée au tir de précision à longue distance. Elle se place ainsi entre la .50 BMG et la .338 Lapua Magnum.
Les dimensions métriques de cette munition sont 9,36x77 mm.

## Utilisation
Issue de la .408 Chey Tac créée en 1961, la .375 Cheytac permet d'engager des cibles "tendres" à une distance encore plus grande, soit plus de 3 000m. Son projectile légèrement plus léger de 352 grains (contre 419 grains pour la .408 Cheytac) permet de détruire sans problèmes des cibles dures à une distance inférieure à 1 000m, soit des moteurs de véhicules légèrement blindés, des murs en béton, et des plaques d'acier. Les munitions d'un tel calibre constituent également un danger non négligeable pour les hélicoptères et avions.  
Plus puissante que la .338 Lapua Magnum, avec bien plus d'allonge que la .50 BMG, la diffusion de la .375 Cheytac reste aujourd'hui très confidentielle et elle n'a pas encore été adoptée par les forces armées.